# 네이피 페레즈
네이피 네프탈리 페레즈(Neifi Neftali Pérez, /ˈneɪfi/ 또는 /ˈnɛfi/, es, 1973년 6월 2일 ~ )는 도미니카 공화국 출신의 전 프로 야구 선수로, 보직은 유격수였다. 우투이며 스위치 히터이다. 콜로라도 로키스, 캔자스시티 로열스, 샌프란시스코 자이언츠, 시카고 컵스, 디트로이트 타이거즈 등지에서 선수 생활을 했다.